# Brenda Chebet
Pour les articles homonymes, voir Chebet.
Brenda Chebet, née le 16 mars 2004, est une athlète kényane.

## Carrière
Brenda Chebet est médaillée d'or en relais mixte aux Championnats du monde de cross-country 2023  à Bathurst.

## Palmarès
| Date | Compétition                            | Lieu     | Résultat | Épreuve      | Temps        |
| ---- | -------------------------------------- | -------- | -------- | ------------ | ------------ |
| 2022 | Championnats du monde juniors          | Cali     | 2e       | 1 500 m      | 4 min 4 s 64 |
| 2023 | Championnats du monde de cross-country | Bathurst | 1re      | Relais mixte | 23 s 14      |